# So This Is Marriage
So This Is Marriage es una película muda de género dramática perdida de 1924 dirigida por Hobart Henley. Originalmente la película fue estrenada con varias secuencias filmadas por Technicolor que iba a representar la historia de Betsabé de los Libros de Samuel. Su última copia fue destruida en el incendio de la bóveda de MGM de 1965.

## Reparto
- Conrad Nagel como Peter Marsh
- Eleanor Boardman como Beth Marsh
- Lew Cody como Daniel Rankin
- Clyde Cook como Mr. Brown
- Edward Connelly como Nathan
- John Boles como Uriah
- Miss DuPont como Vera Kellogg
- Warner Oland como King David
- Thelma Morgan como Theress
- William Haines
- Norman Kerry
- Jack Edwards